# Malommo/Tu me lasse
Malommo/Tu me lasse, pubblicato nel 1964, è l'undicesimo singolo di Mario Merola

## Descrizione
Il disco contiene due cover. Già nel 1963, con il suo decimo 45 giri, Merola aveva inciso i due brani con la Phonotris nel disco Tu me lasse/Malommo.

## Tracce
Lato A
- Malommo (Annona - De Dominicis - Avitabile)

Lato B
- Tu me lasse (Aiello - Cirillo)